# パート怪人 悪キューレ
『パート怪人 悪キューレ』（ぱーとかいじん わるきゅーれ）は、コミック・ガンボ誌に連載されていた日本の漫画作品。ヨコシマン著。4コママンガ形式のギャグ漫画で、1号につき5ページ程度の連載。
デジマから1巻が発売されていたが掲載誌の休刊により、朝日新聞出版から改めて1巻と2巻が発売された。

## 内容
戦隊ヒーローの黄色である夫が不人気のためにリストラされそうになったため、パートタイマーとして悪の組織の怪人「悪キューレ」となり家計を支えることにした妻の日常を描くギャグマンガ。

## 登場人物
悪キューレ（わるキューレ）
悪の組織「悪い団」の怪人にして、ヒーローの妻。本名は黄瀬 割子（きせ さきこ）。童顔の２９歳。時給につられ、パートタイマーとして就職。悪キューレの名は総裁が駄洒落（ワルキューレ）でつけた（後に「パート・オバーン（カート・コバーンの駄洒落）」という名称も検討されている）。大食い選手権襲撃直前に社員食堂での食中毒によって怪人が全滅してしまう騒動をきっかけに、入団からわずか1ヶ月で戦闘員から急遽怪人に抜擢されるという異例のスピード出世を果たす。
もともとは銀行の窓口係。「悪い団」のザコ戦闘員に返り討ちにされたイエローに一目惚れし、カレー穴に落としたことで交際が始まる。恋人時代にデートを邪魔する「悪い団」に嫉妬。怪人として自分の銀行を襲い、はち合わせた「悪い団」の総裁に既に才能を見込まれている。元陸上部であり、身体能力も怪人としての実力も高い。入団後は勝ち星に貢献、ザコ戦闘員を除けば、前線で戦った回数は全怪人中トップ。グッズも発売された。
特番の取材を受けたことで、新生の悪の組織「ア―クガルド」に目をつけられてしまう。正体を知られるパンチラ写真の脅迫で「悪い団」を一時離脱するはめになるものの、息子をめぐる攻防後に無事に復帰することができた。その際にイエローとのつながりを総裁と人事部長に悟られてしまうが（一部の戦闘員は知っていた）、これまでの功績を鑑み、不問に付されている。最後の戦闘後に第二子を懐妊。
衣装は女王様マスクにレオタードとエプロン。武器はオタマと買い物袋。ペーパードライバーのため、通勤・出動手段は支給された電動自転車。料理はおふくろの味を思い出させ、行列ができるほどうまい。鍵盤が弾けるが、歌は心をかき乱すほど下手。ファンクラブを持ち、ブラックに惚れられている。憧れの服は、セーラー服。
イエローカレー
5人組戦隊ヒーロー「ヒーロー5」の黄色。本名は黄瀬 大輔（きせ だいすけ）。リストラ危機にさらされている。悪キューレの夫だが、正体には気づいていない。地味で不人気、戦闘員にもバカにされるやられ役のため、ワゴンコーナーにはグッズが山積み。「イエロー　ファン」で検索してもヒットせず、特番を組まれても視聴率は0.2%。レッドやブルーより入隊時期は早い模様。特技は柔道だが、妻に投げ飛ばされる程度。気は優しくて力持ち、腕力だけは自信があるので相手の実力を見誤ることが多く、傷は男の勲章だと言って妻と子にみせびらかす人間だと悪キューレに分析されている。大らかゆえに金銭感覚が薄く、無駄遣いが多い。メタボで血糖値が高く、健康診断に引っかかっている。とある幼少期のトラウマから水泳が嫌いだが、水上歩行を体得することで克服した。好物はカレー、鍋にもうるさい。家庭では非常に良き夫にして父親。
黄瀬 広輔（きせ こうすけ）
悪キューレとイエローの息子で5歳（作品途中で6歳になる）。母親のパート中は「悪い団」の託児所で遊んでいる。いじめに対抗するため、戦闘員「悪チノイド」になったことも。優しい、ごく普通の子。
レッド
ヒーロー5の赤。人気者のリーダーだが、女性には不人気。女子高生と合コンでモテようとしたが、羽目を外しすぎて失敗に終わる（Attack25）。本名は赤井（あかい）。独身。
ブルー
ヒーロー5の青。おしゃれを気取っているが、ヒーロー5に参加する以前、「おしゃれ故に（本人談）」髪型をむやみに変えていたため若ハゲに悩んでいる（Attack14）。独身。合コン・カラオケマスター。なお彼のベルトにだけ空調がついている。
グリーン
ヒーロー5の緑。不人気以前に目立たないが、不在だと全員での必殺技が放てない。既婚であり嫁はスーツフェチ。メンバーに特技も覚えてもらえないショックで「悪い団」に入団、モリゾーそっくりな怪人「グリューネ悪ト」になった時は、ヒーローたちを追い詰めた（Attack9)。
2代目ピンク
ヒーロー5の桃。寿退社の初代に代わって就任した（Attack04）。ツインテールの恋する乙女キャラだが、男性（オカマ）。本名は桃太郎（ももたろう）。御歳６２歳の総司令のことが好き。ゴルフで「チャーシューメーン」と発言しており、年齢詐称が疑われている。料理が壊滅的に下手で、悪キューレに料理の弟子入りをする。
ブラック
ヒーロー5の黒で6人目。非常勤。設定は「熱血でクールな知的肉体派のお茶目さん」。実力は高いはずだが、「悪い団」の戦闘員と間違えられて味方から攻撃されたりなど冴えない立場。デビューと同時に「悪い団」に鞍替えしようとし、「ア―クガルド」との戦いでは怪人ブラックとして参戦。傷ついた際に手当をしてくれた悪キューレに恋心を抱き、割子をストーキング。口調がやや時代がかっている。
ヒーロー犬
ヒーロー5のマスコットキャラ。普段は黄瀬家で飼われている。割子には逆らえない。
カメ
ヒーロー犬に対抗するため買われてきた亀。普段は黄瀬家で飼われている。噛みつく他、空も飛べる。
総裁
秘密結社「悪い団」を率いる悪の首領。思いつく作戦はろくでもない。怪人のデザインなども手がけているが、こちらも評判はあまりよくない。『秘密戦隊ゴレンジャー』の日輪仮面に似たデザイン。
人事部長
「悪い団」の人事部長で、ストレスでとても痩せている苦労人。娘には正体は知られていない。海外出張が多く、日本語の他にフランス語など、数ヶ国語を使いこなせる。
改造怪人
「悪い団」の技術担当。非常に有能。科学に芸術性を求め、役に立たないものを熱心に製作していることも。彼の発明が広輔の命を救う。
オタク怪人
典型的なオタクデブ。悪キューレの熱心なファンであり、ストーカー。宣伝係として怪人にスカウトされた。
営業怪人
「悪い団」の営業部長。様々なグッズを手がける。はみ出るネギは主婦の象徴という持論を持つ。
パーティ怪人
広輔の誕生会に呼ばれた、パーティを盛り下げる怪人。
怪人鍋奉行
本来は土器怪人になるはずだったが、テレビに影響された総裁により変更された。鍋奉行の矜持を賭け、イエローと戦う。
使い捨て怪人
登場も早く、わりと出てくる割には活躍しない。重傷を負い帰還したところ、掃除を終えたばかりの悪キューレに水をかけられ、死にかけた。「悪い団」が職業体験施設を作った際にはコンビニ店長だった。
エコ怪人
エコに厳しい怪人。年間の電気代は6千円だが、風力発電の騒音で係争中。
ヒマワリサン
弁護士怪人。研修に登場。
影武者ロボ
悪キューレの休暇中に開発されたロボ。胸の谷間に蝶の形のアザがある。一度、感電し爆発したが、小型化され復帰。
大晦日怪人
大晦日の怪人。頭が除夜の鐘。レッドと年末格闘試合を繰り広げるが、相討ちになる。
クリスマス怪人
クリスマスの翌日に現れる怪人。独り身の傷をえぐる。レッドに一コマで倒される。
パーティ怪人
広輔の誕生会に呼ばれたパーティを盛り下げる怪人。
チカン怪人
イケメンヒーローに倒された怪人。ダジャレを放っている。
室外機怪人
熱風でヒーロー５を圧倒。
台風怪人
台風が終わった後に現れる怪人。一コマで悪キューレに倒された。
お稽古怪人
あらゆる稽古事をマスターした怪人。千二百万円を投資し、息子を立派なサラリーマンに育てた。広輔にフィギュア作りの才能があることを見抜く。
ファッションチェック怪人P子
ファッション評論家のピーコそのまんまの怪人。イエローのクールビズをコーディネイトしようとする。
女子高生
ギャル系の二人組。戦闘員として悪キューレの部下にあてがわれる。怖いもの知らずで口が悪く、一旦はヒーローに大打撃を与える。
ザビエル
フランスから「悪い団」に来た研修生。日本語はしゃべれない。フランスパンと犬とワインを持ち歩いている。実はフランス初のヒーローだった。
祖父
イエローの父。元ヒーロー。孫が来ると年甲斐もなくハッスルする。
祖母
イエローの母。亭主の趣味に合わせ、SMグッズを所有。気疲れすることもあるものの、割子の面倒を何かと見てくれる。
イケメンヒーロー
ヨン様そっくりなヒーロー。はまった悪キューレを捕えるが、暴言を吐いたため袋叩きにあい、認定を取り消された。
温泉マン
家族旅行先のご当地ヒーロー。イエローと悪キューレの正体を知る数少ない人物。田舎なので怪人も事件もないのが悩み。
最高神オーディン
イエローカレーの家を取材したTV局の人間。新組織「ア―クガルド」を立ち上げ、悪キューレを脅迫で引き抜く。

## コミックス
- デジマ発売
  - 1巻 ISBN 978-4-903955-09-4
- 朝日新聞出版発売
  - 1巻 ISBN 978-4-02-214016-6
  - 2巻 ISBN 978-4-02-214021-0